# Bemergelen
Bemergelen, mergelen of kalkbemesting is een activiteit waarbij kalk uit mergel (een vorm van kalk) uitgereden wordt op akkers als natuurlijke meststof. Door het aanbrengen van kalk op akkers wordt de grond minder zuur gemaakt.

## Geschiedenis
In de Romeinse tijd werd er reeds melding gemaakt van het bemesten van akkers met kalk. In De Re Rustica schreef Marcus Terentius Varro Reatinus over hoe de plaatselijke bevolking de akkers vruchtbaarder maakte met witte krijt die ze hadden opgegraven. Ook in de Naturalis historia van Plinius de Oudere werd beschreven hoe de Eburonen lokaal gewonnen kalksteen gebruikten voor het vruchtbaarder maken van de akkers.

## Kalkovens
Gewonnen kalk uit bijvoorbeeld Limburgse mergelgroeves werd in een kalkoven gebrand waardoor het kalksteen zich ontlede in enerzijds calciumoxide (gebrande kalk) en anderzijds koolstofdioxide. Deze gebrande kalk werd vervolgens geblust. De gebluste kalk werd vervolgens gebruikt voor het mergelen van de akkers.

## Putkalk
Bij boerderijen bevonden zich vaak kalkputten waarin de gebluste kalk werd bewaard. In een put werd dan onder water kalk bewaard.